# Arthur Dove
|  | En tidligere amerikansk maler var Arthur Dow, 1857-1922 |
Arthur Garfield Dove (født 2. august 1880 i Canandaigua, New York, død 23. november 1946 i Huntington, New York) var amerikansk maler, en af de første abstrakt malende amerikanske kunstnere. Han malede som Kandinskij omkring 1911/12 sine første abstrakte billeder ud fra landskabs- og naturformer. 
I Alfred Stieglitz' galleri 291 havde Dove en enkeltudstilling i sæsonen 1911/12. Med titlen Ten Commandments ("De ti bud") vistes en serie pastelmalerier, der regnes blandt de første abstrakte værker af en amerikansk kunstner. Denne udstilling befæstede Doves ry som den mest initiativrige og produktive kunstner i sin tid.

## Galleri
| - Værker af Arthur Dove - Nature Symbolized, 1911 - Based on Leaf Forms and Spaces, 1911-12 - Sails, 1911-1912 - Cow, 1914 - Dark Abstraction, 1917 - Thunderstorm, 1918 - Thunderstorm, 1921 - Sole d'argento, 1929 - Clouds and Water, 1930 - Silver Ball, Barge, and Trees, 1930 - Moon, 1935 - Riflessi, 1935 - Canandaigua Outlet 1937 - Thunder Shower, 1940 - 04 Percent, 1942 |